# Totem (filme)
Totem é um filme de terror sobrenatural americano de 2017, dirigido por Marcel Sarmiento. O filme é escrito por Evan Dickson, de uma história de Dickson e Sarmiento. É estrelado por Kerris Dorsey, Ahna O'Reilly e James Tupper.
O filme foi lançado em 31 de outubro de 2017 pela Cinemax.

## Enredo
Quando o pai viúvo James pede a sua namorada da nova era para se mudar, suas filhas Kellie e Abby têm problemas para se ajustar. Conforme as coisas ficam cada vez mais tensas, uma série de ocorrências inexplicadas leva Kellie a procurar uma maneira de usar um totem para controlar a presença sobrenatural da casa.

## Elenco
- Kerris Dorsey como Kellie
- Ahna O'Reilly como Robin
- James Tupper como James
- Lia McHugh como Abby
- Braeden Lemasters como Todd
- Lawrence Pressman como Bernard

## Produção
As filmagens do filme começou em novembro de 2015.
As filmagens adicional ocorreu em dezembro de 2016.

## Lançamento
O filme foi lançado em 31 de outubro de 2017.